# Derry, New Hampshire
Derry är en kommun (town) i Rockingham County i New Hampshire, USA som hade 33 109 invånare år 2010. Som smeknamn kallas Derry "Spacetown, ("Rymdstaden") eftersom USA:s första astronaut i rymden, Alan Shepard, föddes här.